# 평택파주고속도로
평택파주고속도로(平澤坡州高速道路, 고속국도 제17호선의 일부)는 경기도 평택시를 기점으로, 파주시를 종점으로 하여 남북을 잇는 대한민국의 고속도로이다. 남광명 분기점 ~ 88 분기점 구간은 2027년 12월에 개통될 예정이다.
오성 나들목 ~ 봉담 나들목 구간은 2009년 10월 29일에 개통되었으며, 경기고속도로가 30년간 운영·관리하는 민자고속도로이다. 수원문산고속도로와 통합되기 전에는 대한민국에서 휴게소가 없는 고속도로 중 하나였다.
수원문산고속도로로 불렸던 구간은 크게 수원광명고속도로로 불렸던 봉담 나들목 ~ 남광명 분기점 / 남광명 분기점 ~ 성채 나들목/소하 나들목/소하 분기점 구간과 광명서울고속도로로 불리는 남광명 분기점 ~ 88 분기점 구간, 그리고 서울문산고속도로로 불리는 행주산성 분기점 ~ 내포 나들목 구간과 남고양 나들목 ~ 봉대산 분기점 구간으로 구성되어 있다. 수원광명고속도로 구간은 2011년 4월 29일에 착공해 2016년 4월 29일에 개통되었으며, 수도권서부고속도로가 30년간 운영·관리하는 민자고속도로이다. 서울문산고속도로 구간은 2015년 10월 30일에 착공해 2020년 11월 7일에 개통되었으며, 서울문산고속도로가 30년간 운영·관리하는 민자고속도로이다. 마지막으로 광명서울고속도로 구간은 해당 고속도로가 지나는 부천시, 광명시 등 인근 지방자치단체에서 노선 통과 방식, 나들목 설치 등 여러 가지 사항으로 갈등을 빚고 있어 착공이 지연되었다가 2018년 2월 20일이 되어서야 실시계획이 승인되어 같은 해 5월에 착공될 예정이었으나 서울특별시에서 싱크홀 우려가 있다며 착공 계획을 반려시켰다가 2019년 3월 13일에 착공이 확정 되어 2019년 7월 초에 착공되었다.

## 역사
- 2004년 11월 3일 : 경기도 평택시 오성면 ~ 화성시 태안읍 구간을 고속국도 제411호선 평택화성고속도로(평택 ~ 화성선)로 지정[9]
- 2005년 5월 : 오성 나들목 ~ 봉담 나들목 / 서오산 분기점 ~ 안녕 나들목 구간 착공
- 2005년 6월 29일 : 서수원 ~ 오산 ~ 평택 고속도로 민간투자사업 실시계획 승인[10], 2009년까지 서수원 ~ 오산 ~ 평택 고속도로 건설을 위해 경기도 평택시 오성면 숙성리 ~ 화성시 태안읍 안녕리 20.7 km 구간 도로구역 결정[11]
- 2007년 10월 11일 : 2009년 10월까지 민원에 따른 설계 및 노선 변경을 위해 경기도 평택시 오성면 숙성리 ~ 화성시 안녕동 20.7 km 구간 도로구역 변경[12]
- 2008년 1월 3일 : 경기도 평택시 오성면 ~ 화성시 봉담읍 간을 고속국도 제17호선 평택화성고속도로(평택 ~ 화성선)으로 노선 번호 변경하고[13] 경기도 수원시 ~ 서울특별시 금천구 구간을 고속국도 제17호선 수원광명고속도로(수원 ~ 광명선)로 지정[14], 서오산 분기점 ~ 안녕 나들목 구간을 분할해 고속국도 제171호선 오산화성고속도로(오산 ~ 화성선)로 지정[15]
- 2008년 11월 17일 : 수원광명고속도로의 명칭을 수원문산고속도로로 변경하고, 기점을 '경기도 수원시'에서 '경기도 화성시 매송면'으로, 종점을 '서울특별시 금천구'에서 '경기도 파주시 문산읍'으로 변경[16]
- 2009년 10월 29일 : 오성 나들목 ~ 봉담 나들목 26.7 km 구간 개통[17]
- 2010년 12월 28일 : 도로명주소에 오성 나들목부터 봉담 나들목까지 26.69 km 구간을 평택화성고속도로로 고시[18]
- 2011년 3월 21일 : 수원 ~ 광명고속도로 민간투자사업 실시계획 승인 및 고속도로 신설을 위해 경기도 화성시 봉담읍 수영리 ~ 광명시 소하동 27.38 km 구간 도로구역 결정[19]
- 2011년 4월 29일 : 봉담 나들목 ~ 남광명 분기점 / 남광명 분기점 ~ 성채 나들목/소하 나들목/소하 분기점 27.38 km 구간 착공
- 2013년 12월 10일 : 서수원 ~ 오산 ~ 평택 구간 2단계 확장 건설 및 통합운영 체계구축 방침에 따라 봉담 요금소 철거와 봉담 나들목 전용 요금소 신설을 위해 경기도 화성시 봉담읍 동화리 ~ 정남면 보통리 4.29 km 구간 도로구역 변경[20]
- 2014년 7월 22일 : 양감 나들목 신설을 위해 경기도 화성시 양감면 정문리 ~ 송산리 1.9 km 구간 도로구역 변경[21]
- 2014년 9월 3일 : 2016년 4월 28일까지 소하 나들목 구조 변경을 위해 경기도 화성시 봉담읍 동화리 ~ 광명시 소하동 31.0 km 구간 도로구역 변경[22]
- 2015년 3월 27일 : 국토교통부고시로 '평택 ~ 화성선'의 기점을 '경기도 평택시 오성면 안화리', 종점을 '경기도 화성시 봉담읍 수영리'로 명시하고, '수원 ~ 문산선'의 기점을 '경기도 화성시 매송면'에서 '경기도 화성시 봉담읍 수영리'로 변경, 종점을 '경기도 파주시 문산읍 내포리'로 명시[23]
- 2015년 8월 7일 : 서울 ~ 문산고속도로 민간투자사업 실시계획 승인 및 고속도로 신설을 위해 본선인 경기도 고양시 덕양구 성사동 ~ 파주시 문산읍 내포리 구간과 지선인 경기도 고양시 덕양구 강매동 ~ 성사동 총 33.3 km 구간 도로구역 결정[24]
- 2015년 10월 30일 : 행주산성 분기점 ~ 내포 나들목 / 남고양 나들목 ~ 봉대산 분기점 35.6 km 구간 착공
- 2016년 4월 29일 : 평택화성고속도로 구간 km 당 통행료 200 ~ 600원 인하,[25] 소하 나들목과 소하 분기점을 제외한 봉담 나들목 ~ 남광명 분기점 / 남광명 분기점 ~ 성채 나들목/소하 나들목/소하 분기점 27.38 km 구간 개통,[26] 봉담 요금소 이설
- 2016년 7월 3일 : 강남순환로 개통과 함께 소하 나들목과 소하 분기점 개통
- 2017년 7월 14일 : 도로명주소에 봉담 나들목부터 내포 나들목까지 78.6 km 구간을 수원문산고속도로로 고시[27]
- 2018년 1월 12일 : 평택화성고속도로와 수원문산고속도로를 합쳐 고속국도 제17호선 평택파주고속도로(평택 ~ 파주선)로 지정[28]
- 2018년 2월 20일 : 광명 ~ 서울고속도로 민간투자사업 실시계획 승인 및 고속도로 신설을 위해 경기도 광명시 가학동 ~ 서울특별시 강서구 방화동 15.3 km 구간 도로구역 결정[29]
- 2018년 4월 16일 : 봉담 나들목 ~ 남광명 분기점 / 남광명 분기점 ~ 성채 나들목/소하 나들목/소하 분기점 구간의 5개 요금소 통행료 인하[30]
- 2019년 7월 : 남광명 분기점 ~ 88 분기점 17.9 km 구간 착공
- 2019년 8월 30일 : 양감 나들목 개통[31]
- 2020년 4월 29일 : 광명 ~ 서울고속도로 도로 종단경사 하향으로 인한 설계 변경으로 경기도 광명시 가학동 ~ 서울특별시 강서구 방화동 15.3 km 도로구역을 15.68km 로 변경[32]
- 2020년 11월 7일 : 본선 행주산성 분기점 ~ 내포 나들목 32.9km 구간과 지선 남고양 나들목 ~ 봉대산 분기점 2.3km 구간 개통[33][34]
- 2020년 12월 28일 : 광명 ~ 서울고속도로의 부천시 구간 승인 및 동부천 나들목 계획 반영을 위해 경기도 광명시 가학동 ~ 서울특별시 강서구 방화동 15.68km 도로구역을 17.24km 로 변경[35]
- 2021년 4월 28일 : 화성 분기점 개통
- 2022년 2월 14일 : 종점을 '경기도 파주시 문산읍 내포리'에서 '경기도 파주시 군내면 백연리'로 변경.[36]
- 2023년 2월 10일: 국토교통부 고시 제2023-77호를 통해 '경기도 파주시 문산읍' 구간 일부를 본선에서 제외, 지선3으로 분할.[37]

## 구성
차로 수
- 왕복 2차로 : 산단 나들목 ~ 내포 나들목
- 왕복 4차로 : 서오산 분기점 ~ 남군포 나들목 (수도권제2순환고속도로, 지방도 제309호선 중첩 구간 포함), 남광명 분기점 ~ 성채 나들목/소하 나들목/소하 분기점, 북로 분기점 ~ 봉대산 분기점, 남고양 나들목 ~ 봉대산 분기점, 북고양·설문 나들목 ~ 산단 나들목
- 왕복 6차로 : 오성 나들목 ~ 서오산 분기점, 남군포 나들목 ~ 남광명 분기점, 88 분기점 ~ 북로 분기점 (인천국제공항고속도로 중첩 구간), 봉대산 분기점 ~ 북고양·설문 나들목

총 연장
117.9km
제한속도
- 전 구간 최고 100 km/h

### 터널
본선 구간
| 터널 이름   | 소재지                        | 길이   | 준공 년도 | 비고      |
| ----------- | ----------------------------- | ------ | --------- | --------- |
| 구봉산터널  | 경기도 의왕시 초평동          | 980m   | 2016년    | 파주 방면 |
| 구봉산터널  | 경기도 의왕시 초평동          | 965m   | 2016년    | 평택 방면 |
| 수리산1터널 | 경기도 군포시 대야미동        | 1,730m | 2016년    | 파주 방면 |
| 수리산1터널 | 경기도 군포시 대야미동        | 1,749m | 2016년    | 평택 방면 |
| 수리산2터널 | 경기도 군포시 속달동          | 2,995m | 2016년    | 파주 방면 |
| 수리산2터널 | 경기도 군포시 속달동          | 2,998m | 2016년    | 평택 방면 |
| 수리산3터널 | 경기도 안산시 상록구 수암동   | 905m   | 2016년    | 파주 방면 |
| 수리산3터널 | 경기도 안산시 상록구 수암동   | 908m   | 2016년    | 평택 방면 |
| 봉대산터널  | 경기도 고양시 덕양구 강매동   | 386m   | 2020년    | 파주 방면 |
| 봉대산터널  | 경기도 고양시 덕양구 강매동   | 376m   | 2020년    | 평택방면  |
| 성라산터널  | 경기도 고양시 덕양구 흥도동   | 250m   | 2020년    | 파주 방면 |
| 성라산터널  | 경기도 고양시 덕양구 흥도동   | 260m   | 2020년    | 평택 방면 |
| 견달산터널  | 경기도 고양시 일산동구 고봉동 | 303m   | 2020년    | 파주 방면 |
| 견달산터널  | 경기도 고양시 일산동구 고봉동 | 308m   | 2020년    | 평택 방면 |
| 금촌터널    | 경기도 파주시 금촌1동         | 386m   | 2020년    | 파주 방면 |
| 금촌터널    | 경기도 파주시 금촌1동         | 364m   | 2020년    | 평택 방면 |

남광명 ~ 성채/소하 구간
| 터널 이름 | 소재지               | 길이   | 준공 년도 | 비고      |
| --------- | -------------------- | ------ | --------- | --------- |
| 성채터널  | 경기도 광명시 가학동 | 3,310m | 2016년    | 소하 방면 |
| 성채터널  | 경기도 광명시 가학동 | 3,295m | 2016년    | 광명 방면 |

## 나들목 · 분기점
- 여기서 숫자는 진출입교차점 (IC 및 JC) 번호를 말하고, TG는 요금소 (Tollgate), SA는 휴게소 (Service Area)를 뜻한다.
- 거리의 단위는 km이다.
- 중첩 구간은 번호란의 배경색을 참조.
  - 연한 파란색(■): 수도권제2순환고속도로 중첩 구간
  - 연한 초록색(■): 인천국제공항고속도로 중첩 구간

### 본선
| 번호                                   | 이름                            | 로마자 이름                     | 구간 거리                       | 누적 거리                       | 접속 노선                                                                   | 소재지                          | 소재지                          | 소재지                                                                   | 비고 |
| 국도 제43호선 (세종평택로) 직결        | 국도 제43호선 (세종평택로) 직결 | 국도 제43호선 (세종평택로) 직결 | 국도 제43호선 (세종평택로) 직결 | 국도 제43호선 (세종평택로) 직결 | 국도 제43호선 (세종평택로) 직결                                             | 국도 제43호선 (세종평택로) 직결 | 국도 제43호선 (세종평택로) 직결 | 국도 제43호선 (세종평택로) 직결                                          | 국도 제43호선 (세종평택로) 직결 |
| -------------------------------------- | ------------------------------- | ------------------------------- | ------------------------------- | ------------------------------- | --------------------------------------------------------------------------- | ------------------------------- | ------------------------------- | ------------------------------------------------------------------------ | --- |
| 1                                      | 오성                            | Oseong                          | -                               | 0.00                            | 국도 제38호선 (서동대로)                                                    | 경기도                          | 경기도                          | 평택시                                                                   | |
| 2                                      | 평택 분기점                     | Pyeongtaek JC                   | 1.66                            | 1.66                            | 40호선 평택제천고속도로                                                     | 경기도                          | 경기도                          | 평택시                                                                   | |
| 3                                      | 어연                            | Eoyeon                          | 2.74                            | 4.40                            | 지방도 제302호선 (청원로)                                                   | 경기도                          | 경기도                          | 평택시                                                                   | |
| TG                                     | 북평택 요금소                   | N.Pyeongtaek TG                 |                                 |                                 |                                                                             | 경기도                          | 경기도                          | 평택시                                                                   | 본선요금소 |
| 4                                      | 양감                            | Yanggam                         | 4.80                            | 9.20                            | 발안양감로                                                                  | 경기도                          | 경기도                          | 화성시                                                                   | |
| 5                                      | 향남                            | Hyangnam                        | 3.61                            | 12.81                           | 국가지원지방도 제82호선 (발안로) 지방도 제315호선 (만년로)                  | 경기도                          | 경기도                          | 화성시                                                                   | |
| 6                                      | 서오산 분기점                   | W.Osan JC                       | 5.34                            | 18.15                           | 171호선 오산화성고속도로 400호선 수도권제2순환고속도로                      | 경기도                          | 경기도                          | 오산시                                                                   | 파주방향 직진 시 오산화성고속도로와 직결 평택방향 직진 시 수도권제2순환고속도로와 직결                                                                   |
|                                        | 정남                            | Jeongnam                        | 2.73                            | 20.88                           | 지방도 제309호선 (세자로) 지방도 제322호선 (세자로)                         | 경기도                          | 경기도                          | 화성시                                                                   | 지방도 제309호선과 중첩 |
|                                        | 화성 분기점                     | Hwaseong JC                     | 1.54                            | 22.42                           | 400호선 수도권제2순환고속도로                                               | 경기도                          | 경기도                          | 화성시                                                                   | 지방도 제309호선과 중첩 |
|                                        | 봉담                            | Bongdam                         | 5.32                            | 26.20                           | 지방도 제309호선 (봉담과천로) 삼천병마로 (국가지원지방도 제84호선 (효행로)) | 경기도                          | 경기도                          | 화성시                                                                   | 지방도 제309호선과 중첩 평택방향 진입과 파주방향 진출만 가능                                                                                             |
| 1                                      | 금곡                            | Geumgok                         | 6.29                            | 32.49                           | 지방도 제309호선 (봉담과천로)                                               | 경기도                          | 경기도                          | 수원시                                                                   | 파주방향 진입과 평택방향 진출만 가능 |
| 2                                      | 동안산·당수                     | E.Ansan-Dangsu                  | 1.80                            | 34.29                           | 국도 제42호선 (수인로)                                                      | 경기도                          | 경기도                          | 수원시                                                                   | 파주방향 진입과 평택방향 진출만 가능 |
| 2                                      | 동안산·당수                     | E.Ansan-Dangsu                  | 1.80                            | 34.29                           | 국도 제42호선 (수인로)                                                      | 경기도                          | 경기도                          | 안산시                                                                   | 파주방향 진입과 평택방향 진출만 가능 |
| 3                                      | 남군포                          | S.Gunpo                         | 2.95                            | 37.24                           | 국도 제47호선 (군포로) 번영로                                               | 경기도                          | 경기도                          | 군포시                                                                   | |
| 4                                      | 동시흥 분기점                   | E.Siheung JC                    | 9.51                            | 46.75                           | 지방도 제330호선 (제3경인고속화도로) (15호선 서해안고속도로)                | 경기도                          | 경기도                          | 시흥시                                                                   | 시흥방향 진출 시 서해안고속도로 간접 연결 |
| 5                                      | 남광명 분기점                   | S.Gwangmyeong JC                | 2.38                            | 49.13                           | 남광명 ~ 성채/소하 구간                                                     | 경기도                          | 경기도                          | 광명시                                                                   | |
|                                        | 가학                            | Gahak                           |                                 |                                 | 서독로                                                                      | 경기도                          | 경기도                          | 광명시                                                                   | 미개통 |
| SA                                     | 광명휴게소                      | Gwangmyeong SA                  |                                 |                                 |                                                                             | 경기도                          | 경기도                          | 광명시                                                                   | |
|                                        | 광명                            | Gwangmyeong                     |                                 |                                 | 110호선 제2경인고속도로 광명로                                              | 경기도                          | 경기도                          | 광명시                                                                   | 미개통 분기점 기능 병행 |
|                                        | 동부천                          | E.Bucheon                       |                                 |                                 | 여월로                                                                      | 경기도                          | 경기도                          | 부천시                                                                   | 미개통 |
|                                        | 강서                            | Gangseo                         |                                 |                                 | 부천시도 제2호선 (봉오대로) 방화대로                                        | 경기도                          | 경기도                          | 부천시                                                                   | 미개통 |
| 서울특별시                             | 서울특별시                      | Gangseo                         | 강서구                          |                                 | 부천시도 제2호선 (봉오대로) 방화대로                                        |                                 |                                 |                                                                          | 미개통 |
| 서울특별시                             | 서울특별시                      |                                 | 강서구                          | 88 분기점                       | 88 JC                                                                       |                                 | 67.03                           | 130호선 인천국제공항고속도로 서울특별시도 제88호선 (올림픽대로) 방화대로 | 평택방향의 경우 올림픽대로(강동방향) 진출 불가능 파주방향의 경우 인천국제공항고속도로(인천방향) 진출 불가능 평택방향 직진 시 인천국제공항고속도로와 직결 |
|                                        | 북로 분기점                     | Bungno JC                       | 1.62                            | 68.65                           | 130호선 인천국제공항고속도로 국도 제77호선 (자유로)                         | 경기도                          | 고양시                          | 고양시                                                                   | 파주방향의 경우 자유로(파주방향) 진출 불가능 |
|                                        | 행주산성 분기점                 | Haengjusanseong JC              |                                 |                                 | 고양시도 제79호선 (권율대로)                                                | 경기도                          | 고양시                          | 고양시                                                                   | 평택방향의 경우 권율대로(신원방향) 진출 불가능 |
| 1                                      | 봉대산 분기점                   | Bongdaesan JC                   |                                 |                                 | 남고양 ~ 봉대산 구간                                                        | 경기도                          | 고양시                          | 고양시                                                                   | 파주방향의 경우 남고양 ~ 봉대산 구간(고양방향) 진출 불가능                                                                                               |
| 2                                      | 흥도                            | Heungdo                         |                                 |                                 | 고양시도 제79호선 (권율대로)                                                | 경기도                          | 고양시                          | 고양시                                                                   | 평택방향 진입, 파주방향 진출 시 요금 지불 |
| TG                                     | 고양 요금소                     | Goyang TG                       |                                 |                                 |                                                                             | 경기도                          | 고양시                          | 고양시                                                                   | 본선요금소 |
| SA                                     | 고양휴게소                      | Goyang SA                       |                                 |                                 |                                                                             | 경기도                          | 고양시                          | 고양시                                                                   | 양방향 |
| 3                                      | 고양 분기점                     | Goyang JC                       |                                 |                                 | 100호선 수도권제1순환고속도로                                               | 경기도                          | 고양시                          | 고양시                                                                   | |
| 4                                      | 사리현                          | Sarihyeon                       |                                 |                                 | 사리현로                                                                    | 경기도                          | 고양시                          | 고양시                                                                   | |
| 5                                      | 북고양(설문)                    | N.Goyang(Seolmun)               |                                 |                                 | 지방도 제363호선 (고봉로)                                                   | 경기도                          | 고양시                          | 고양시                                                                   | |
| 6                                      | 금촌                            | Geumchon                        |                                 |                                 | 중앙로                                                                      | 경기도                          | 파주시                          | 파주시                                                                   | 평택방향 진입과 파주방향 진출만 가능 |
| 7                                      | 월롱                            | Wollong                         |                                 |                                 | 지방도 제360호선(금월로)                                                    | 경기도                          | 파주시                          | 파주시                                                                   | 평택방향 진입과 파주방향 진출만 가능 |
| 계획중 (주행 중 월롱~문산 지선과 직결) |                                 |                                 |                                 |                                 |                                                                             |                                 |                                 |                                                                          | |

### 지선

#### 남광명 ~ 성채/소하 구간
| 번호                                      | 이름          | 로마자 이름      | 구간 거리 | 누적 거리    | 접속 노선                                                      | 소재지 | 소재지 | 비고                                                 |
| ----------------------------------------- | ------------- | ---------------- | --------- | ------------ | -------------------------------------------------------------- | ------ | ------ | ---------------------------------------------------- |
| 5                                         | 남광명 분기점 | S.Gwangmyeong JC | -         | 49.13 (0.00) | 본선 구간                                                      | 경기도 | 광명시 |                                                      |
| TG                                        | 남광명 요금소 | S.Gwangmyeong TG |           |              |                                                                | 경기도 | 광명시 | 본선요금소                                           |
| 6                                         | 성채          | Seongchae        | 4.58      | 53.71 (4.58) | 기아로 하안로                                                  | 경기도 | 광명시 | 광명방향 진입과 소하방향 진출만 가능                 |
| 6                                         | 소하          | Soha             | 4.58      | 53.71 (4.58) | 서울특별시도 제94호선 (강남순환로) 국도 제1호선 (서부간선도로) | 경기도 | 광명시 |                                                      |
| 6                                         | 소하 분기점   | Soha JC          | 4.58      | 53.71 (4.58) | 15호선 서해안고속도로 서울특별시도 제94호선 (강남순환로)       | 경기도 | 광명시 | 소하방향의 경우 서해안고속도로(무안방향) 진출 불가능 |
| 서울특별시도 제94호선 (강남순환로)와 직결 |               |                  |           |              |                                                                |        |        |                                                      |

#### 남고양 ~ 봉대산 구간
| 번호             | 이름          | 로마자 이름   | 구간 거리 | 누적 거리 | 접속 노선              | 소재지 | 소재지 | 비고                                              |
| ---------------- | ------------- | ------------- | --------- | --------- | ---------------------- | ------ | ------ | ------------------------------------------------- |
|                  | 남고양        | S.Goyang      | -         | 0.00      | 국도 제77호선 (자유로) | 경기도 | 고양시 |                                                   |
| 1                | 봉대산 분기점 | Bongdaesan JC | 2.30      | 2.30      | 본선 구간              | 경기도 | 고양시 | 봉대산방향의 경우 본선 구간(평택방향) 진출 불가능 |
| 본선 구간과 직결 |               |               |           |           |                        |        |        |                                                   |

#### 산단 ~ 내포 구간
| 번호                          | 이름        | 로마자 이름 | 구간 거리 | 누적 거리 | 접속 노선                     | 소재지 | 소재지 | 비고                                                                   |
| ----------------------------- | ----------- | ----------- | --------- | --------- | ----------------------------- | ------ | ------ | ---------------------------------------------------------------------- |
| 8                             | 산단        | Sandan      | -         | 0.00      | 서영로 휴암로                 | 경기도 | 파주시 | 평택방향 진입과 파주방향 진출만 가능 본선요금소(나들목, 요금소 일체형) |
| 8                             | 산단 요금소 | Sandan TG   |           |           | 서영로 휴암로                 | 경기도 | 파주시 | 평택방향 진입과 파주방향 진출만 가능 본선요금소(나들목, 요금소 일체형) |
| 9                             | 내포        | Naepo       |           | 2.70      | 국도 제77호선 (자유로) 방촌로 | 경기도 | 파주시 |                                                                        |
| 국도 제77호선 (자유로)과 직결 |             |             |           |           |                               |        |        |                                                                        |

## 주요 통과지
미개통 구간은 이탤릭체로 표기하였다.
경기도
- 평택시 (오성면 · 청북읍) - 화성시 양감면 - 평택시 서탄면 - 화성시 양감면 - 평택시 서탄면 - 화성시 양감면 - 평택시 서탄면 - 화성시 양감면 - 평택시 서탄면 - 화성시 (양감면 · 향남읍) - 평택시 서탄면 - 화성시 정남면 - 오산시 서랑동 - 화성시 (정남면 · 봉담읍 · 매송면) - 수원시 권선구 (호매실동 · 금곡동 · 당수동) - 안산시 상록구 사사동 - 군포시 (도마교동 · 부곡동 · 대야미동 · 속달동) - 안산시 상록구 수암동 - 시흥시 (조남동 · 목감동 · 논곡동) - 광명시 (가학동 · 노온사동 · 광명동 · 옥길동) - 부천시 소사구 옥길동
- 지선1 : 경기도 광명시 (가학동 · 소하동)

서울특별시
- 구로구 항동

경기도
- 부천시 소사구 (괴안동 · 역곡동)

서울특별시
- 구로구 온수동

경기도
- 부천시 원미구 춘의동 · 오정구 작동

서울특별시
- 양천구 신월동

경기도
- 부천시 오정구 고강동

서울특별시
- 강서구 (외발산동 · 공항동 · 방화동)

경기도
- 고양시 덕양구 (강매동 · 행신동 · 도내동 · 성사동 · 화정동 · 성사동 · 원당동) - 일산동구 (사리현동 · 문봉동 · 식사동 · 문봉동 · 성석동 · 설문동) - 파주시 (조리읍 · 금릉동 · 아동동 · 월롱면 · 군내면)
- 지선2 : 경기도 고양시 덕양구 (덕은동 · 현천동)
- 지선3 : 경기도 파주시 (월롱면 · 파주읍 · 문산읍)

## 교통량
2010년 기준의 교통량 정보에 따르면 26.6 km 전 구간 기준으로 12시간에 21,427대, 24시간에 27,315대가 통과한다. 최고 통행량 지점 및 차선별 최고 통행량 지점은 정남 나들목에서 봉담 나들목까지의 5.8 km 구간으로, 24시간당 38,199대, 차로당 9,550대가 통행하는 것으로 나타났다.

## 갤러리

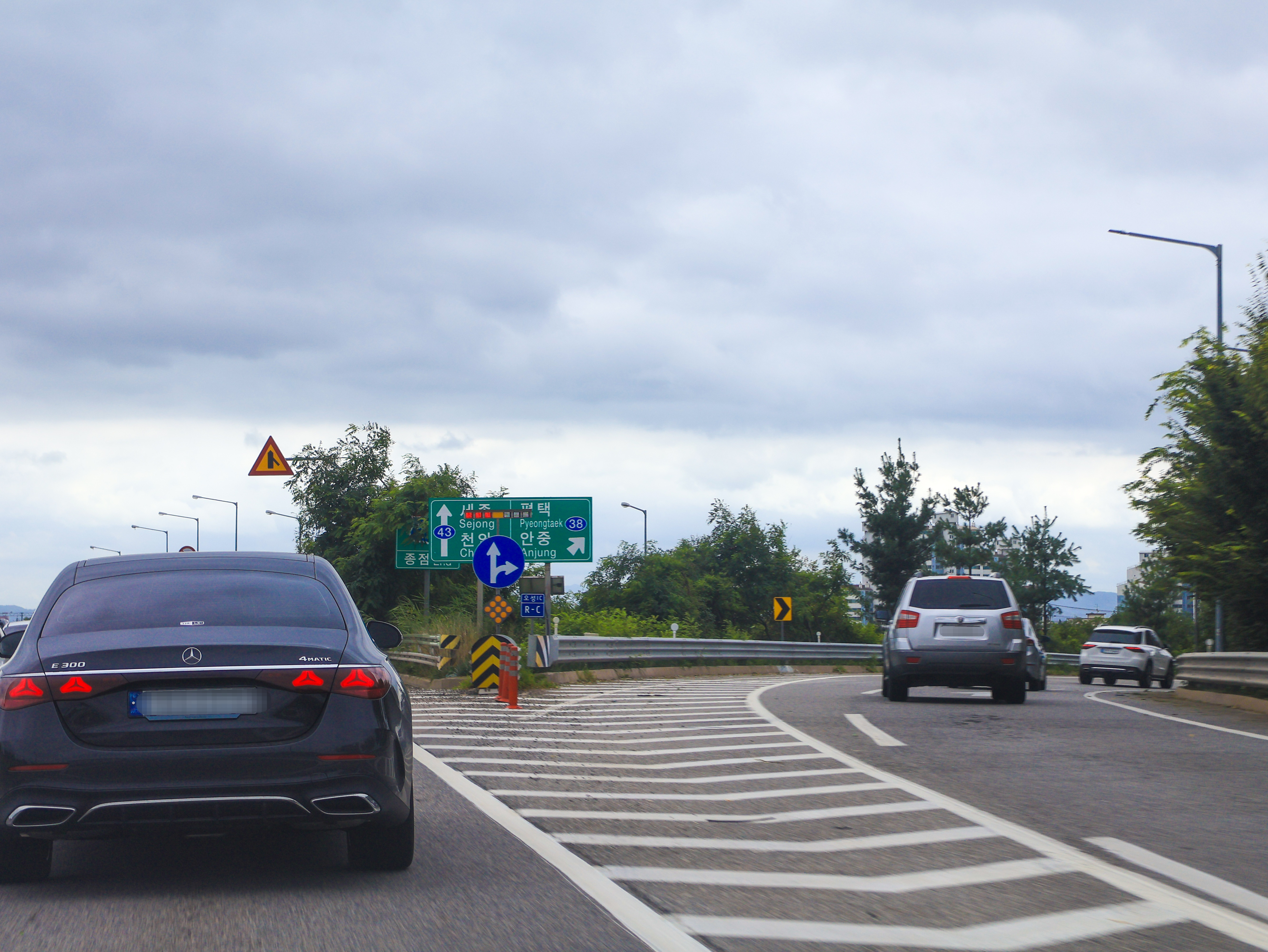
오성 나들목
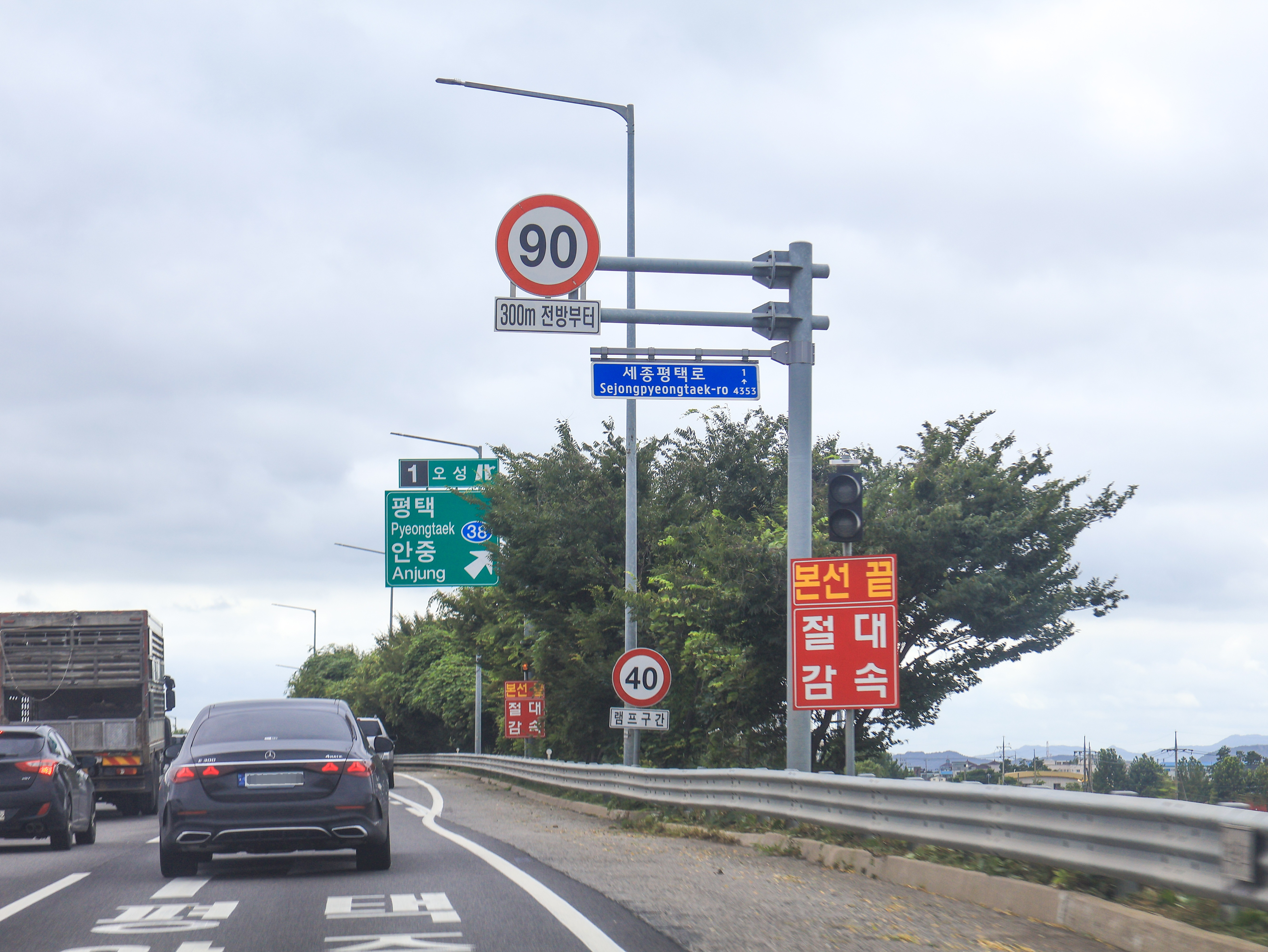
도로 표지판

## 같이 보기
- 대한민국의 고속도로
- 대한민국의 교통